# Caladenia gracilis
Caladenia gracilis é uma espécie de orquídea, família Orchidaceae, da Austrália e Tasmânia, onde crescem isoladas ou em grupos esparsos, em charnecas, florestas de eucaliptos, e bosques, esta espécies pertence ao subgênero Stegostyla que se distingue dos outros subgêneros de Caladenia por sua sépala dorsal mais curta que as outras, fortemente côncava, e inclinada sobre a coluna, e pelos calos do labelo de suas flores, bem separados, fortemente clavados, ou seja, com ápices grandes e globulares os basais menores que os distais. São plantas com uma única folha basal pubescente escura e uma inflorescência rija, fina e pubescente, com até cinco flores, com labelo trilobulado de margens denteadas cujos dentes que se parecem com os calos. Suas sépalas laterais e pétalas são similares em forma, tamanho e cor. São maiormente polinizadas por abelhas pequenas.

## Publicação e sinônimos
- Caladenia gracilis R.Br., Prodr. Fl. Nov. Holl.: 324 (1810).

Sinônimos homotípicos:
- Stegostyla gracilis (R.Br.) D.L.Jones & M.A.Clem., Orchadian 13: 414 (2001).

Sinônimos heterotípicos:
- Caladenia angustata Lindl., Gen. Sp. Orchid. Pl.: 420 (1840).
- Caladenia carnea var. quadriseriata Benth., Fl. Austral. 6: 387 (1873).
- Caladenia testacea var. angustata (Lindl.) Ewart, Fl. Victoria: 354 (1931).
- Stegostyla angustata (Lindl.) D.L.Jones & M.A.Clem., Orchadian 13: 414 (2001).
- Caladenia longii R.S.Rogers, Pap. & Proc. Roy. Soc. Tasmania 1931: 105 (1932).[3]

(Nota: de acordo com Clements e Jones, Caladenia angustata é uma espécie a ser aceita e Caladenia longii seu sinônimo. Kew considera a primeira um sinônimo de Caladenia gracilis).